# Іштван Мольнар (ватерполіст)
Іштван Мольнар (угор. István Molnár, 5 січня 1913 — 1 липня 1983) — угорський ватерполіст.
Олімпійський чемпіон 1936 року.